# Listă de filme cu Frankenstein
Aceasta este o listă de filme notabile cu personajul fictiv monstrul lui Frankenstein în ordine cronologică:

## Listă de filme
| Film                                      | An   | Ref.   |
| ----------------------------------------- | ---- | ------ |
| Frankenstein                              | 1910 | [ 1 ]  |
| Life Without Soul                         | 1915 |        |
| The Monster of Frankenstein               | 1920 |        |
| Frankenstein                              | 1931 | [ 2 ]  |
| Bride of Frankenstein                     | 1935 | [ 2 ]  |
| Son of Frankenstein                       | 1939 | [ 1 ]  |
| Hellzapoppin'                             | 1941 |        |
| The Ghost of Frankenstein                 | 1942 | [ 1 ]  |
| Frankenstein Meets the Wolf Man           | 1943 |        |
| House of Frankenstein                     | 1944 |        |
| House of Dracula                          | 1945 |        |
| Abbott and Costello Meet Frankenstein     | 1948 | [ 1 ]  |
| The Curse of Frankenstein                 | 1957 | [ 2 ]  |
| I Was a Teenage Frankenstein              | 1957 | [ 2 ]  |
| Frankenstein 1970                         | 1958 |        |
| The Revenge of Frankenstein               | 1958 | [ 1 ]  |
| The Evil of Frankenstein                  | 1964 |        |
| Frankenstein Conquers the World           | 1965 | [ 3 ]  |
| The War of the Gargantuas                 | 1966 | [ 3 ]  |
| Casino Royale                             | 1967 | [ 4 ]  |
| Frankenstein Created Woman                | 1967 |        |
| Mad Monster Party?                        | 1967 |        |
| Frankenstein Must Be Destroyed            | 1969 |        |
| The Horror of Frankenstein                | 1970 |        |
| Lady Frankenstein                         | 1971 | [ 2 ]  |
| Mad Mad Mad Monsters                      | 1972 |        |
| Frankenstein '80                          | 1972 |        |
| Flesh for Frankenstein                    | 1973 | [ 2 ]  |
| Blackenstein                              | 1973 | [ 3 ]  |
| Frankenstein                              | 1973 |        |
| Frankenstein: The True Story              | 1973 | [ 2 ]  |
| The Spirit of the Beehive                 | 1973 | [ 5 ]  |
| Frankenstein and the Monster from Hell    | 1974 |        |
| Young Frankenstein                        | 1974 | [ 2 ]  |
| Terror of Frankenstein                    | 1976 | [ 6 ]  |
| The Bride                                 | 1985 | [ 2 ]  |
| The Monster Squad                         | 1987 | [ 7 ]  |
| Frankenstein General Hospital             | 1988 | [ 2 ]  |
| Rowing with the Wind                      | 1988 |        |
| Frankenstein Unbound                      | 1990 | [ 2 ]  |
| Frankenhooker                             | 1990 | [ 2 ]  |
| Frankenstein                              | 1992 |        |
| Mary Shelley's Frankenstein               | 1994 | [ 2 ]  |
| Alvin and the Chipmunks Meet Frankenstein | 1999 |        |
| Rock N Roll Frankenstein                  | 1999 | [ 8 ]  |
| Van Helsing                               | 2004 | [ 2 ]  |
| Igor                                      | 2008 |        |
| Stan Helsing                              | 2009 |        |
| Frankenweenie                             | 2012 | [ 1 ]  |
| Hotel Transylvania                        | 2012 | [ 9 ]  |
| Frankenstein's Army                       | 2013 | [ 3 ]  |
| I, Frankenstein                           | 2014 | [ 2 ]  |
| Frankenstein                              | 2015 |        |
| Frankenstein vs. The Mummy                | 2015 | [ 10 ] |
| Hotel Transylvania 2                      | 2015 |        |
| Victor Frankenstein                       | 2015 | [ 11 ] |
| Hotel Transylvania 3                      | 2018 |        |